# رباعي توافقي

إسقاط النسب التبادلية من خط مستقيم إلى دائرة. نقاطُ التقاطُعِ تُمثّل رباعياً توافقياً.

في الهندسة الإقليدية، الرباعي التوافقي (بالإنجليزية: Harmonic quadrilateral) هو مضلعٌ رباعيٌّ تُوجدُ دائرةٌ تمرُّ بجميعِ رؤوسهِ بحيث جداء كل طولَيْ ضلعَيْه المتقابلين متساوٍ.

## الخواص

تعريف أبولونيوس للدائرة.

إذا كانَ {\displaystyle ABCD} رباعياً توافقياً، و{\displaystyle M} نقطة منتصف ضلعه القطري {\displaystyle AC}، فإنَّ:
- المماسات لدائرته المحيطة في النقاط {\displaystyle A,C} والخط المستقيم {\displaystyle BD} إما أن يلتقوا أو يتوازوا.
- الزوايا {\displaystyle \angle BMC,\angle DMC} متطابقة.
- منصفات الزوايا {\displaystyle \angle B,\angle D} تتلاقى على {\displaystyle AC}.
- يُسمّى الضلع القطري {\displaystyle BD} من الرباعي: مستوسط نازلٌ من الزوايا {\displaystyle B,D} في المثلثات {\displaystyle \triangle ABC,\triangle ADC}.

## النسب التبادلية

النقاط مع مرتبطةٌ معاً تحت تحويلٍ إسقاطيّ. لذا فإن نسبتهم التبادلية ثابتة. تُسمّى الخطوط السوداء الأربعة «حزمة توافقية»، وبمعنىً آخر، فإنَّ أي خط آخر (بالأحمر) يقطع الخطوط السوداء فإنه يحمل نفس النسبة التبادلية.

النسبة التبادلية (بالإنجليزية: Cross-ratio) هي نسبةٌ مُرتبطةٌ بأربعِ نقاطٍ مُتسامتة. إذا كانت النقاط {\displaystyle A,B,C,D} على استقامةٍ واحدةٍ، فإنَّ نسبتهم التبادلية تُعرّف كالآتي:{\displaystyle (A,B;C,D)={\frac {AC\cdot BD}{BC\cdot AD}}}تُعرّفُ النقطة {\displaystyle D} على أنّها المرافق التوافقي للنقطة {\displaystyle C} بالنسبة لـ{\displaystyle A} و{\displaystyle B}. إذا كانت النسبة التوافقية للنقاط الأربع تساوي {\displaystyle -1}. وتُسمَّى حينئذٍ نسبةً توافقية. ونتيجةً لذلك، فإنَّ النسبة التبادلية بالإمكان اعتبارها على أنها مدى بُعدِ الأربع نقاط عن النسبة التوافقية. النسبة التبادلية مُعرّفة منذ القِدَم، حيث يرجّح أن إقليدس هو أوّل من ذكرها، كما استعملها ببس الرومي الذي لاحظ خاصيّة ثباتها تحت التحويلات الخطية. فالنسبة التبادلية لأيِّ قطعةٍ مُستقيمةٍ تقطع 4 مستقيمات متلاقية هي ثابتة. بشكلٍ مُكافئ، يُعرّفُ ذلكَ في الهندسة الإسقاطية على أنَّ النسبة التبادلية ثابتةٌ تحت أي تحويلٍ خطيٍ كسريٍ. في تعريفِ أبولونيوس للدائرة، تُسمَّى الخطوط {\displaystyle {\overleftrightarrow {PA}},{\overleftrightarrow {PB}},{\overleftrightarrow {PC}},{\overleftrightarrow {PD}}} «حُزمة توافقية» وهي كل مجموعة خطوط متلاقية نسبتها توافقية (أي: نسبتها التبادلية تساوي {\displaystyle -1}). إنَّ تقاطعَ حُزمةٍ توافقيةٍ مع الدائرة يُنتجُ رباعياً توافقياً.